# Миштекское письмо

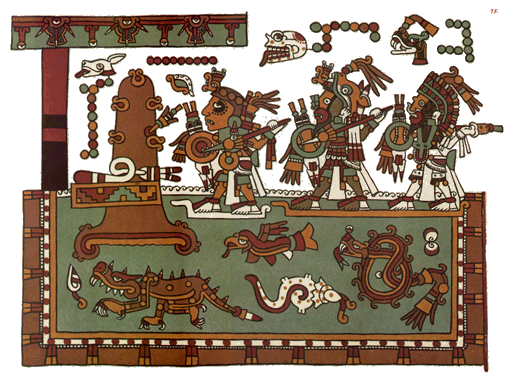
Пример миштекской пиктографии: осада деревни

Миштекское письмо — идеографическая письменность народности миштеков, распространённая в постклассический период мезоамериканской истории. Сохранились миштекские кодексы, содержащие запись исторических событий, мифов и генеалогии. После прибытия европейцев в 1520 году изменились форма, стиль и функция миштекского письма. В настоящее время эти кодексы используются как источники этнографической, лингвистической и исторической информации, особенно в сопоставлении с устной традицией.
До настоящего времени письменность не дешифрована, изображения позволяют довольно широкий спектр интерпретаций.